# ラスト・イン・ピース
『ラスト・イン・ピース』 (Rust In Peace) は、メガデスが1990年に発表したアルバム。

## 解説
通算4作目に当たり、マーティ・フリードマンとニック・メンザの在籍時としては第一弾。メガデスは、以後10年に渡って同じラインナップで活動していく。ガンズ・アンド・ローゼズとの仕事で知られるマイク・クリンクを共同プロデューサーに起用。
1991年にグラミー賞ベスト・メタル・パフォーマンス部門にノミネートされ、翌年にはシングル曲「ハンガー18」が、やはり同賞のベスト・メタル・パフォーマンス部門にノミネートされる。

## 収録曲
1. ホリー・ウォーズ...ザ・パニッシュメント・デュー - Holy Wars...The Punishment Due(Mustaine)
2. ハンガー18 - Hangar 18(Mustaine)
3. テイク・ノー・プリズナーズ - Take No Prisoners(Mustaine)
4. ファイヴ・マジックス - Five Magics(Mustaine)
5. ポイズン・ワズ・ザ・キュア - Poison Was The Cure(Mustaine)
6. ルクレチア - Lucretia(Mustaine/Ellefson)
7. トルネード・オブ・ソウルズ - Tornado Of Souls(Mustaine/Ellefson)
8. ドーン・パトロール - Dawn Patrol(Ellefson/Mustaine)
9. ラスト・イン・ピース...ポラリス - Rust In Peace...Polaris(Mustaine)

2004年に再発されたリマスター版には、上記の9曲に加え、未発表曲「My Creation」と、「Rust In Peace...Polaris」「Holy Wars...The Punishment Due」「Take No Prisoners」のデモ・トラックが収録されている。ちなみにこれらのデモ・トラックでは、マーティ・フリードマンのギター・パートを、初期メガデスのメンバーだったクリス・ポーランドが弾いており、オリジナル版とはギターソロやテンポの速さ、歌詞などが微妙に異なる場合がある。
（2004年盤にはCCCDが有るので注意。）

## レコーディングメンバー
- デイヴ・ムステイン -ヴォーカル、ギター
- マーティ・フリードマン -ギター
- デイヴィッド・エレフソン -コーラス、ベースギター
- ニック・メンザ -ドラムス
- クリス・ポーランド -ギター（デモ・トラックのみ）